# アホン
アホン（Āhōng、阿渾/阿衡/阿洪/阿訇）とは、イスラム教の宗教指導者の称号である。
ペルシア語でイスラーム諸学に通じた人物を意味する「アーホンド（Ākhund、ペルシア語: آخوند）」を語源とし、テュルク系の諸言語にも借用されている。ウラマー（神学者）、説教師、マドラサの教師を意味し、イマームの別称としても使われる。東トルキスタン（新疆ウイグル自治区）ではイスラム教の宗教指導者を指す称号として使われるが、転じて男性に対する敬称としても使用されている。

## 回族社会におけるアホンの役割
新疆ウイグル自治区の回族の間では、清代以降は清真寺（モスク）やゴンベイ（聖廟）で宗教教育を修め、審査に合格した人物に対して用いられている。
1980年代以降の中国では既存のアホンやアホンの志望者に対して中国イスラム協会が実施する試験が課され、合格者には公的な証明書が交付される。通常は「開学アホン」とも呼ばれる清真寺の教長に対して使われるが、教長職に就いていなくとも証明書を交付された人物に対しても使われるため、役職というよりも資格に近い。開学アホンの下に職務を補佐する治学アホンが置かれることがあるが、治学アホンは清真寺で正式な宗教教育を受けていないことが多い。アホンに教えを請うために彼の元を訪れた学生や、アホンに従って旅をする弟子はハリーファ（アラビア語で「代理人」の意）やマンラー（アラビア語で「師」を意味するマウラーが転訛した語）と呼ばれ、アホンとともに清真寺で生活し、師の職務を補佐した。
清真寺を中心に形成されるイスラム教徒のコミュニティでは通常長老達がアホンを選ぶための協議を行い、学識のある人物が招致される。門宦（神秘主義教団）の影響下に置かれているコミュニティの場合は、教団の指導者が派遣されるアホンを選んだ。アホンの任期は3年であるが、再選されることもある。再選されなかったアホンは他のコミュニティに移動、もしくは教長を辞任する。
コミュニティに派遣されたアホンは清真寺に居住し、経堂教育（清真寺での宗教教育）、宗教儀式、冠婚葬祭、イスラーム法（シャリーア）による行為の判断、雨乞いなどを司る。アホンの給与や経堂教育の運営費は当初有志のアホンが負担していたが、やがてコミュニティの人間が共同して負担するようになった。

## 中国でのアホンの歴史
中国におけるイスラームの宗教教育は経堂教育と呼ばれ、アホンの思想は経堂教育の創始者とされている胡登洲（1522年 - 1597年）の道統を継承している。中国のイスラーム社会では17世紀から経堂教育の体系が整備され、その中でアホンは教師の役割を担っていた。回儒と呼ばれる漢語を母語とするイスラーム知識人の多くはアホンが占めていたと考えられており、王岱輿、劉智などの人物が挙げられる。順治・康熙年間の中国大陸沿岸部では胡登洲の思想を継承するアホンたちがペルシア語で著されたスーフィズム（神秘主義思想）書籍の講義を行い、漢語世界のイスラーム学者との間に交流が生まれた。
清による新疆征服後、現地のアホンが政治に関与することは禁じられ、現地民の統治はベグと呼ばれる有力者に委ねられた。新疆の清真寺に派遣されたアホンは教育に携わるだけに留まらず、コミュニティ内で強い権限を持ち、回民蜂起では反乱を起こしたコミュニティの指導者となるアホンもいた。
中華人民共和国建国後、1958年に宗教制度民主改革が施行されると宗教指導者の特権待遇、イスラーム法に基づく裁判制度は廃止され、清真寺からアホンと彼に従う学生が追放された。文化大革命期の宗教指導者と一般信徒への弾圧を経て、1978年の改革開放政策の実施によって宗教弾圧は終息した。